# زرانغوش (هندميني)
زرانغوش (بالفارسية: زرانگوش) هي مستوطنة تقع في إيران في قسم هندميني الريفي. يقدر عدد سكانها بـ 1,605 نسمة .